# Paul Tazewell
Paul Gregory Tazewell (Akron, 15 settembre 1964) è un costumista statunitense, attivo in campo teatrale, televisivo e cinematografico.

## Biografia
Nato e cresciuto in Ohio, Paul Tazewell ha studiato alla University of North Carolina School of the Arts e alla New York University. Tra il 2004 e il 2006 ha insegnato all'Università Carnegie Mellon.
Attivo prevalentemente in campo teatrale, Tazewell ha disegnato i costumi per oltre due dozzine di musical e opere di prosa a Broadway, ottenendo dieci candidature ai Tony Award e vincendo il Tony Award ai migliori costumi in un musical nel 2016 per Hamilton e nel 2025 per Death Becomes Her. In campo operistico, Tazewell ha curato i costumi di allestimenti di alto profilo per teatri come il Metropolitan Opera House, l'English National Opera, la Washington National Opera, l'Opera Theatre of Saint Louis e l'Houston Grand Opera. Nel mondo del balletto invece ha creato costumi per il Boston Ballet e il Balletto Bol'šoj.
Per il suo lavoro in campo televisivo ha vinto il Primetime Emmy Award ai migliori costumi nel 2016 per The Wiz Live!, ottenendo una seconda nomination nella stessa categoria due anni più tardi per Jesus Christ Superstar Live in Concert. Attivo anche in campo cinematografico, ha curato i costumi per diversi film, tra cui The Tempest (2010), Harriet (2019), Hamilton (2020), West Side Story (2021), Wicked (2024) e Wicked - Part 2 (2025). Nel 2022 ha ricevuto la sua prima candidatura all'Oscar ai migliori costumi per West Side Story e ha vinto il premio tre anni più tardi per Wicked, diventando così il primo costumista afroamericano uomo a vincere un Oscar.

## Filmografia parziale

### Cinema
- The Tempest, regia di Julie Taymor (2010)
- Harriet, regia di Kasi Lemmons (2019)
- Hamilton, regia di Thomas Kail (2020)
- West Side Story, regia di Steven Spielberg (2021)
- Wicked, regia di Jon M. Chu (2024)
- Wicked - Parte 2, regia di Jon M. Chu (2025)

### Televisione
- Elaine Stritch at Liberty - film TV, regia di D. A. Pennebaker (2002)
- Jesus Christ Superstar Live in Concert - film TV, regia di David Leveaux (2018)